# Гимназија „Патријарх Павле” Београд
Гимназија „Патријарх Павле”, некадашња Петнаеста београдска гимназија, је средња школа у општини Раковица у Београду. Налази се у улици Гочка бр. 40 у насељу Лабудово брдо. Своју зграду дели са основном школом „14. Октобар” и Музичком школом „Даворин Јенко”. Почела је са радом 1991. године.

## Историја
Идеја о формирању XV београдске гимназије добила је своје пуно оваплоћење пре више од три деценије. Наиме, 10. октобра 1991. донето је Решење на основу кога је формирана комисија за почетак рада школе. У међувремену, школске 1991/92. школа је била под патронатом XIII београдске гимназије. Први разред чинила су два одељења природно-математичког смера и два одељења друштвено-језичког, да би већ наредне године тај број био удвостручен.
Како је растао број ученика који уписују XV гимназију, тако се она и просторно ширила. Тиме се добијала могућност и за ширење и продубљивање додатног и допунског рада са ученицима, као и оног испуњеног ваннаставним садржајима.
XV београдска гимназија мења назив у Гимназија „Патријарх Павле” дана 1. септембра 2016. године.

## Школа данас
Гимназија „Патријарх Павле” се састоји из 10 одељења и 3 смера: Четири одељења друштвено-језичког и четири одељења природно-математичког смера,а од школске 2018/2019 уведена су и два одељења IT смера. У школи постоји Дебатни и Филозофски клуб, као и више секција: Шаховска, драмска, информатичка, новинарска, биолошка, хор, спортска, ликовна, лингвистичка, литерарна, планинарска и рецитаторска. Такође, постоји и школски лист који пишу ученици који се назива De Nobis. Најзначајнији спортски успех школе јесте друго место у Републици у кошарци 2004. године на Олимпијским играма омладине Србије.